# Мечеть Узун Хасана
Мечеть Узун Хасана (азерб. Uzun Həsən məscidi, перс. مسجد حسن پادشاه‎) — мечеть, построенная в 1470-х годах правителем Ак-Коюнлу Узун Хасаном в Тебризе в историческом комплексе Насриййя.

## История
Мечеть Узун Хасана являлась частью комплекса Насриййя, расположенного на бывшей площади под названием Мейдан-и Сахибабад, на северном берегу реки, пересекающей Тебриз. Мейдан-и Сахибабад был основан во времена правителя Кара-Коюнлу Джаханшаха, который построил здесь свой дворец в 1466 году. Несколько лет спустя историк Хунджи Исфахани упоминал о строительстве гробницы во время правления султана Халила и дальнейших реставрациях предпринятых сыном Узун Хасана, султаном Ягубом, между 1483 и 1486 годами. В начале XVI века венецианский купец Франческо Романо, подробно описал удивительные картины, украшающие дворец Хашт-Бехишт, связанный с комплексом Насриййя, где была возведена мечеть Узун Хасана. Комплекс состоял из мавзолея, мечети, медресе и больницы. Кербелаи Тебризи описывает мечеть и называет её «Мечеть Насриййя». Комплекс имел и погребальное назначение, так как Узун Хасан и султан Ягуб были похоронены здесь.
Мечеть, примыкающая к этому комплексу, заменила мечеть Кара-Коюнлу, расположенную на том же месте. Новое здание заложил Узун Хасан. Хунджи Исфахани описывает мечеть в аварийном состоянии во время правления Ягуба, когда его мать Малика Сельджукшах-бейии профинансировала её восстановление: был построен новый портик, украшенный плиткой и увенчанный куполом, покрытым облицовкой из синей плитки. Мечеть, согласно утверждениям, была каменной постройкой, что сделало бы её редким примером такой структуры в архитектуре Ак-Коюнлу. В эпоху Сефевидов мечеть Узун Хасана была повреждена, когда османы осадили дворец в 1585 году: силы в Тебризе, возможно, использовали мечеть в качестве одного из исходных пунктов против нападавших. В 1635 году, когда османы снова разграбили город, мечеть Узун Хасана не была разрушена только по просьбе муфтиев и в основном уцелела, но соседняя мечеть Сефевидов, которая ранее была построена на её восточной стороне, была разрушена. Эта последняя мечеть была восстановлена в 1679 году. Однако землетрясение 1780 года сильно повредило весь комплекс Насриййя. Прилегающая мечеть Сефевидов была снова восстановлена в 1794 году, а медресе Узун Хасана было перестроено в 1826 году Мирзой Махди кади, отдалённым потомком Узун Хасана. Но с этого времени больше нет никаких упоминаний о первоначальной мечети Узун Хасана.

## Архитектура

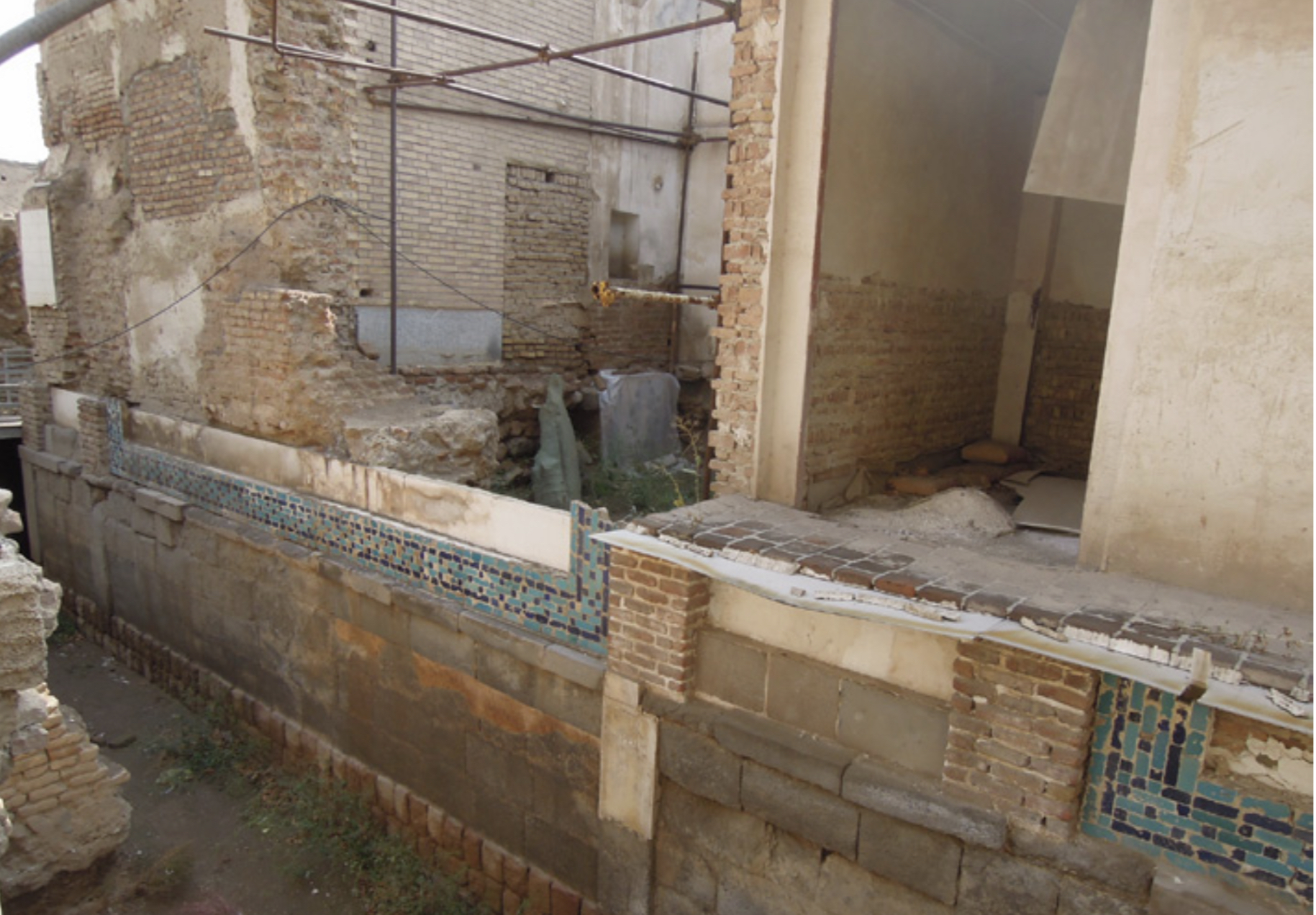
Оконная рама с украшением Баннаи

Сегодня сохранилась только часть большого купольного зала мечети. Его восточная сторона отсутствует, её заменили сефевидское, а затем каджарское здание. Западная сторона помещения, возможно, сохранила три первоначальные ниши, образованные двумя простыми колоннами и двумя массивными угловыми колоннами, тогда как с северной и южной сторон сохранились остатки только двух ниш. Вместе четыре стороны когда-то составляли квадратную купольную камеру (шириной около 20 метров), окруженную с каждой стороны четырьмя колоннами (двумя простыми и двумя угловыми). Но купол рухнул и сегодня высота куполообразной камеры достигает всего трёх метров. Раньше это помещение было молельным, здесь сохранилась ниша михраба. Его пространственная организация напоминает архитектуру Голубой мечети Кара-Коюнлу, а также мечети Сефевидов Сахиб аль-Амр в Тебризе, обе из которых полностью покрыты куполами. Рядом с этой мечетью находятся руины бывшего медресе, перестроенного в XIX веке. В развалинах мечети было обнаружено большое количество керамических облицовок. Часть из них отреставрирована и заменена на столбах, но большая часть изразцов находится на хранении. Их технические и стилистические особенности относятся к периоду Ак-Коюнлу.

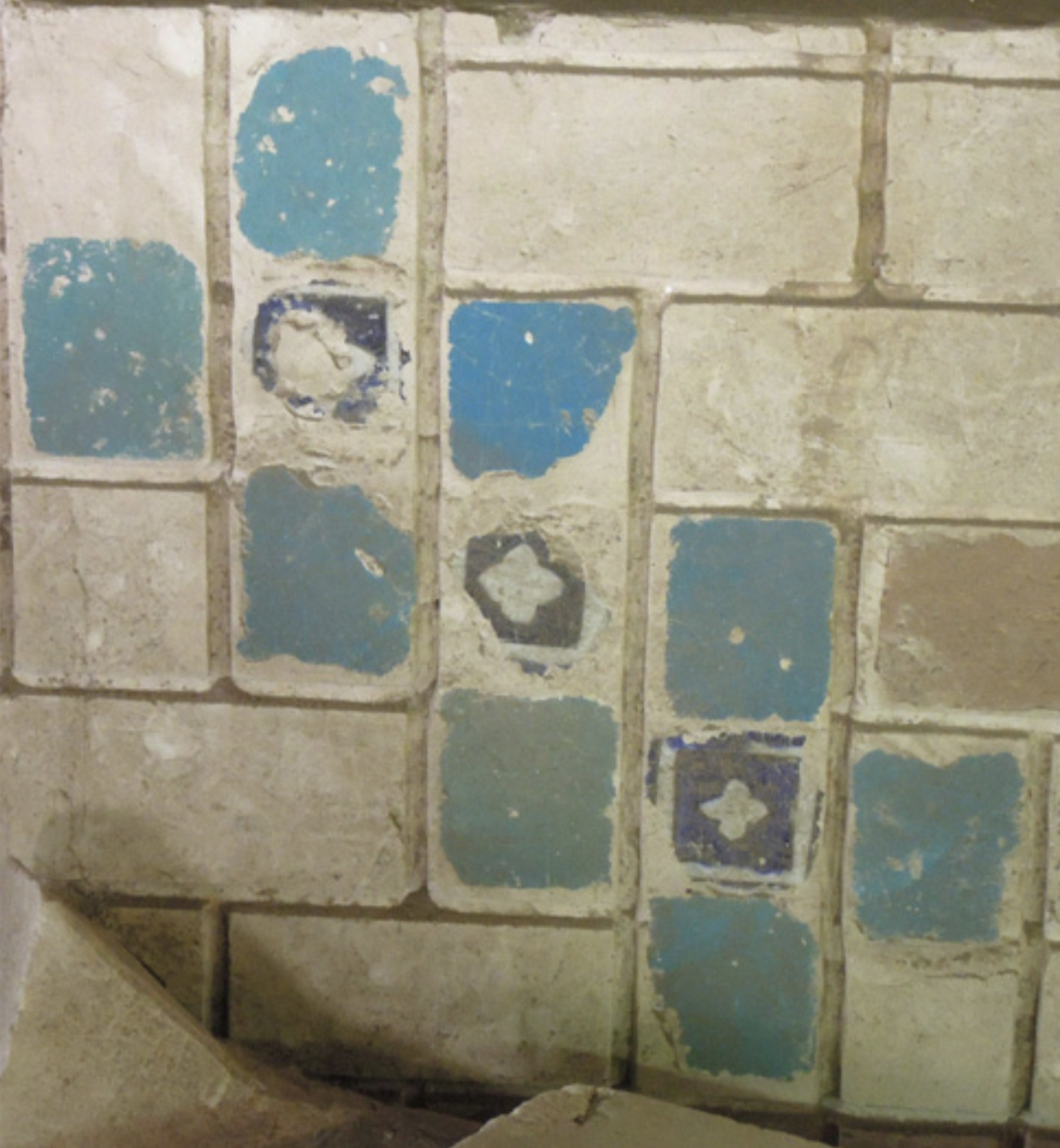
Бело-голубая квадратная плитка, переделанная в кирпичную панель

Внешний вид северной стены мечети украшен кобальтовыми и бирюзовыми кирпичами баннаи, которые, вероятно, обрамляли проемы. Граница состоит из серии кобальтовых точек на бирюзовом фоне, обрамленных кобальтовыми линиями. Техника баннаи, широко распространённая в иранской зоне, использовалась в основном для внешней отделки. В развалинах мечети также были обнаружены небольшие квадратные подглазурные плитки, расписанные белым четырёхлистником с чёрным контуром на кобальтовом фоне. Такие бело-голубые плитки, возможно, были расположены вместе с украшениями баннаи на внешних стенах. Голубая мечеть содержит такие же плитки, и оба явно были сделаны одной и той же командой. О прочной связи между обоими этими памятниками в Тебризе свидетельствует и внутреннее убранство мечети Узун Хасана. Керамическая плитка остается вдоль колонн и ниш. Архитектурное убранство состоит из пазов, посекционно орнаментированных подглазурными расписными изразцами в сочетании с каменными многоугольниками. Каждый выступающий угол выделен каменной колонной, увенчанной мукарнасом. Каллиграфическая каменная полоса натянута на пазы. Верхняя часть столбов в основном была покрыта панелями из мозаичной плитки. Сам михраб не облицован плиткой, а состоит из прямоугольной алебастровой плиты, украшенной простой скульптурной аркой. Панель над михрабом покрыта квадратной кобальтовой и позолоченной плиткой; эта техника не была распространена в то время, и её использование на стене, а не на пазах, было довольно распространено, и её использование на стене, а не на пазах, довольно удивительно.

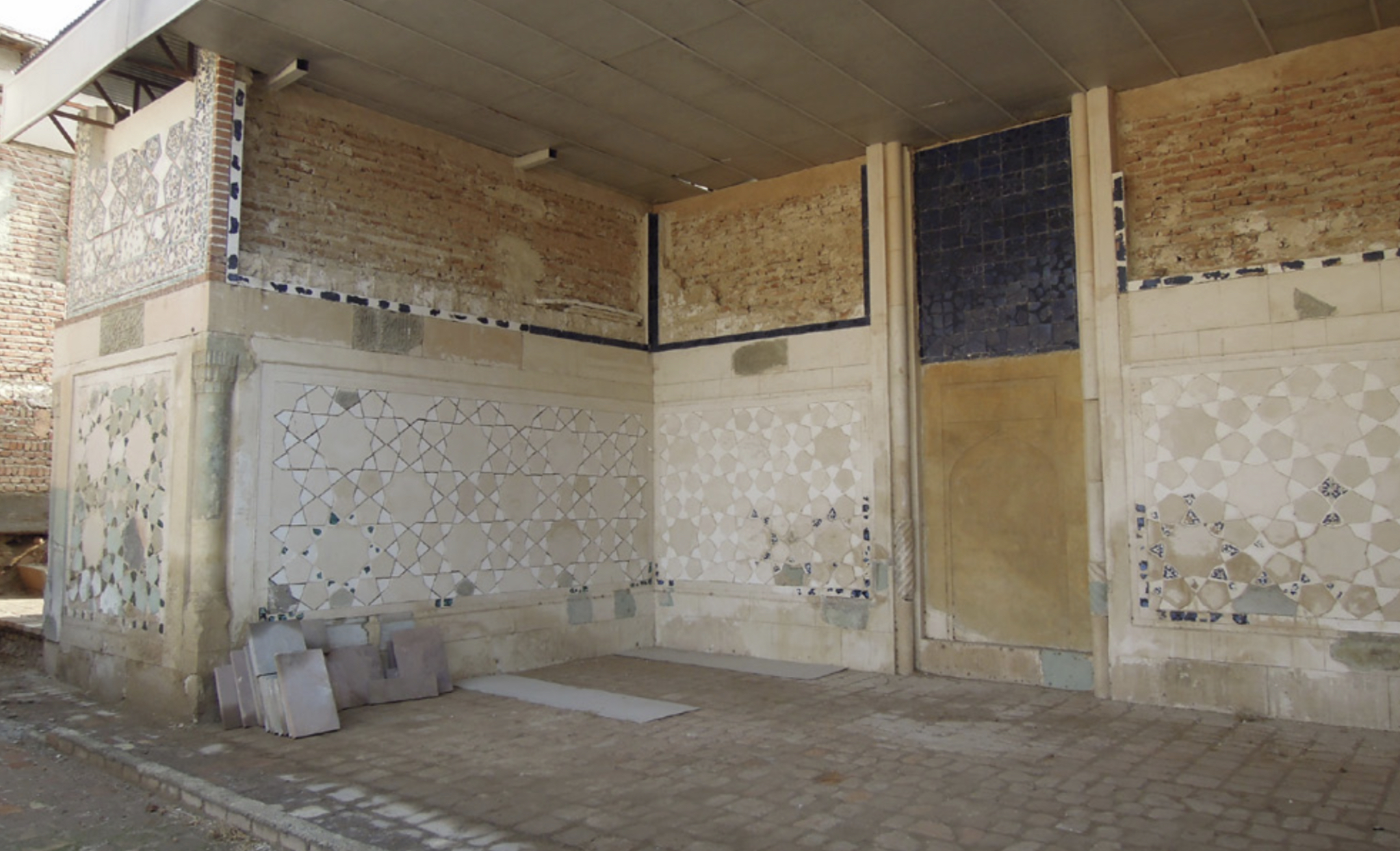
Стена киблы с позолоченными кобальтовыми плитками над алебастровым михрабом

Многие панно из мозаичной плитки были найдены в развалинах мечети Узун Хасана. В палитре использованы цветочные и растительные узоры, характерные для туркоманского репертуара, сложившегося во второй половине XV века. Только некоторые панели из мозаичной плитки все ещё видны на в значительной степени отреставрированных столбах. На верхних панелях колонн изображены геометрические композиции с изящными растительными орнаментами. К этим композициям примешиваются небольшие ромбовидные бело-голубые плитки с изображением растительных узоров на белом фоне. Примеры сине-белой плитки XV века очень ограничены в Иране и Центральной Азии. Но же в мечети Узун Хасана было найдено много бело-голубых. Сине-белые плитки в форме ромба иллюстрируют широкий ассортимент бело-голубой плитки, производимой в Тебризе. В руинах мечети также был обнаружен небольшой участок сине-белой надписи. На фрагменте изображена часть двух белых курсивных букв, обведённых чёрной линией на кобальтовом фоне. Также в развалинах мечети Узун Хасана был обнаружен один из самых необычных образцов, созданных в Тебризе: фрагменты рельефного бело-голубого орнамента растительной формы. Образцы таких украшений обнаружены и на минаретах Голубой мечети Тебриза. Долгое время эти несколько предметов были единственным известным свидетельством этого оригинального вида украшения. Однако в настоящее время в мечети Узун Хасана собрано более двух мешков с подобными предметами.
Ассортимент сине-белой плитки ещё больше. Остальные дадо состоят из геометрических сетей, сочетающих керамические плитки и каменные многоугольники. Композиция основана на звездах, окруженных ромбовидными формами, пятиугольниками и двойными пятиугольниками. Со стороны киблы эти композиции заполнены различными другими типами подобных плиток. Более тщательный анализ этих сине-белых плиток дадо показывает, что здесь использовались две разные технологии производства. Большинство этих изразцов имеют подглазурный орнамент, окрашенный белой, кобальтовой и чёрной красками: это так называемые бело-голубые изразцы.
|                                                    |  |  |
| Бело-голубые плитки, найденные в развалинах мечети |  |  |

Но очень небольшое количество изразцов, хотя и имеющих одинаковую форму, имеют надглазурный декор: они окрашены кобальтом на белом глазурованном фоне и очерчены чёрной линией. Это соответствует технике «чёрной линии» (сuerda seca). Все бордюры, обрамляющие пазы, а также многоугольники из второстепенных пространств, окружающих двор, украшены плиткой другого вида. Эти плитки имеют растительный орнамент с очень тонким рельефом. Нижние части расписаны чёрной шликером под прозрачной цветной глазурью. Примечательна цветовая гамма: кроме кобальтовой и бирюзовой, на некоторых других панелях используется зелёная глазурь, а также исключительная желтовато-коричневая. Помимо серии прямоугольных плиток, окрашенных в чёрный цвет под бирюзовой глазурью, обрамляющих дадо мечети Сафа в Диярбакыре, единственными другими известными примерами являются плитки с надписями из района Йезд. Все эти плитки представляют собой чёрный мотив вместо цветного рисунка на чёрном фоне. В этот период нет других известных свидетельств плиток с зелёной или жёлтой прозрачной глазурью, таких как тебризские. На одном из плиток изображен каллиграфический рисунок с эффектом лёгкого рельефа и полихромная подглазурная роспись. Эта необычная особенность подчеркивает оригинальность производства плитки в Тебризе.